# Libertador General San Martín
Libertador General San Martín – miasto w Argentynie w prowincji Jujuy.
W 2015 roku miasto liczyło 49,3 tys. mieszkańców.